# Grand Prix Španělska 1970
Grand Prix Španělska 1970 (oficiálně XVI Gran Premio de España) se jela na okruhu Circuito del Jarama v Madridu ve Španělsku dne 19. dubna 1970. Závod byl druhým v pořadí v sezóně 1970 šampionátu Formule 1.

## Závod
| Poř.   | No. | Jezdec               | Konstruktér        | Počet kol | Čas/Odstoupení    | Pořadí na startu | Body |
| ------ | --- | -------------------- | ------------------ | --------- | ----------------- | ---------------- | ---- |
| 1      | 1   | Jackie Stewart       | March-Ford         | 90        | 2:10:58.2         | 3                | 9    |
| 2      | 11  | Bruce McLaren        | McLaren-Ford       | 89        | + 1 kolo          | 11               | 6    |
| 3      | 18  | Mario Andretti       | March-Ford         | 89        | + 1 kolo          | 16               | 4    |
| 4      | 6   | Graham Hill          | Lotus-Ford         | 89        | + 1 kolo          | 15               | 3    |
| 5      | 16  | Johnny Servoz-Gavin  | March-Ford         | 88        | + 2 kola          | 14               | 2    |
| Ret    | 8   | John Surtees         | McLaren-Ford       | 76        | Převodovka        | 12               |      |
| Ret    | 7   | Jack Brabham         | Brabham-Ford       | 61        | Motor             | 1                |      |
| Ret    | 24  | Rolf Stommelen       | Brabham-Ford       | 43        | Motor             | 17               |      |
| Ret    | 22  | Henri Pescarolo      | Matra              | 33        | Motor             | 9                |      |
| Ret    | 4   | Jean-Pierre Beltoise | Matra              | 31        | Motor             | 4                |      |
| Ret    | 5   | Denny Hulme          | McLaren-Ford       | 10        | Zapalování        | 2                |      |
| Ret    | 9   | Chris Amon           | March-Ford         | 10        | Motor             | 6                |      |
| Ret    | 3   | Jochen Rindt         | Lotus-Ford         | 9         | Zapalování        | 8                |      |
| WD     | 10  | Pedro Rodríguez      | BRM                | 4         | Odvolán           | 5                |      |
| Ret    | 2   | Jacky Ickx           | Ferrari            | 0         | Nehoda            | 7                |      |
| Ret    | 15  | Jackie Oliver        | BRM                | 0         | Nehoda            | 10               |      |
| DNS    | 12  | Piers Courage        | De Tomaso-Ford     | 0         | Nehoda v tréninku | 13               |      |
| DNQ    | 20  | Andrea de Adamich    | McLaren-Alfa Romeo |           |                   |                  |      |
| DNQ    | 19  | John Miles           | Lotus-Ford         |           |                   |                  |      |
| DNQ    | 14  | Jo Siffert           | March-Ford         |           |                   |                  |      |
| DNQ    | 21  | George Eaton         | BRM                |           |                   |                  |      |
| DNQ    | 23  | Alex Soler-Roig      | Lotus-Ford         |           |                   |                  |      |
| Zdroj: |     |                      |                    |           |                   |                  |      |

## Průběžné pořadí po závodě
Pohár jezdců
|        | Pořadí | Jezdec         | Body |
| ------ | ------ | -------------- | ---- |
| 2      | 1      | Jackie Stewart | 13   |
| 1      | 2      | Jack Brabham   | 9    |
| 1      | 3      | Denny Hulme    | 6    |
| 10     | 4      | Bruce McLaren  | 6    |
| 9      | 5      | Mario Andretti | 4    |
| Zdroj: |        |                |      |

Pohár konstruktérů
|        | Pořadí | Konstruktér  | Body |
| ------ | ------ | ------------ | ---- |
| 2      | 1      | March-Ford   | 13   |
|        | 2      | McLaren-Ford | 12   |
| 2      | 3      | Brabham-Ford | 9    |
| 1      | 4      | Lotus-Ford   | 5    |
| 1      | 5      | Matra        | 3    |
| Zdroj: |        |              |      |